# Goethe-Gymnasium Regensburg
Das Goethe-Gymnasium Regensburg ist ein naturwissenschaftlich-technologisches und sprachliches Gymnasium in Regensburg. Es liegt 500 m südlich der Donau in der Goethestraße im Westenviertel und wurde nach dem deutschen Dichter Johann-Wolfgang von Goethe benannt.

## Geschichte

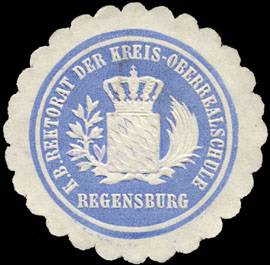
Siegelmarke

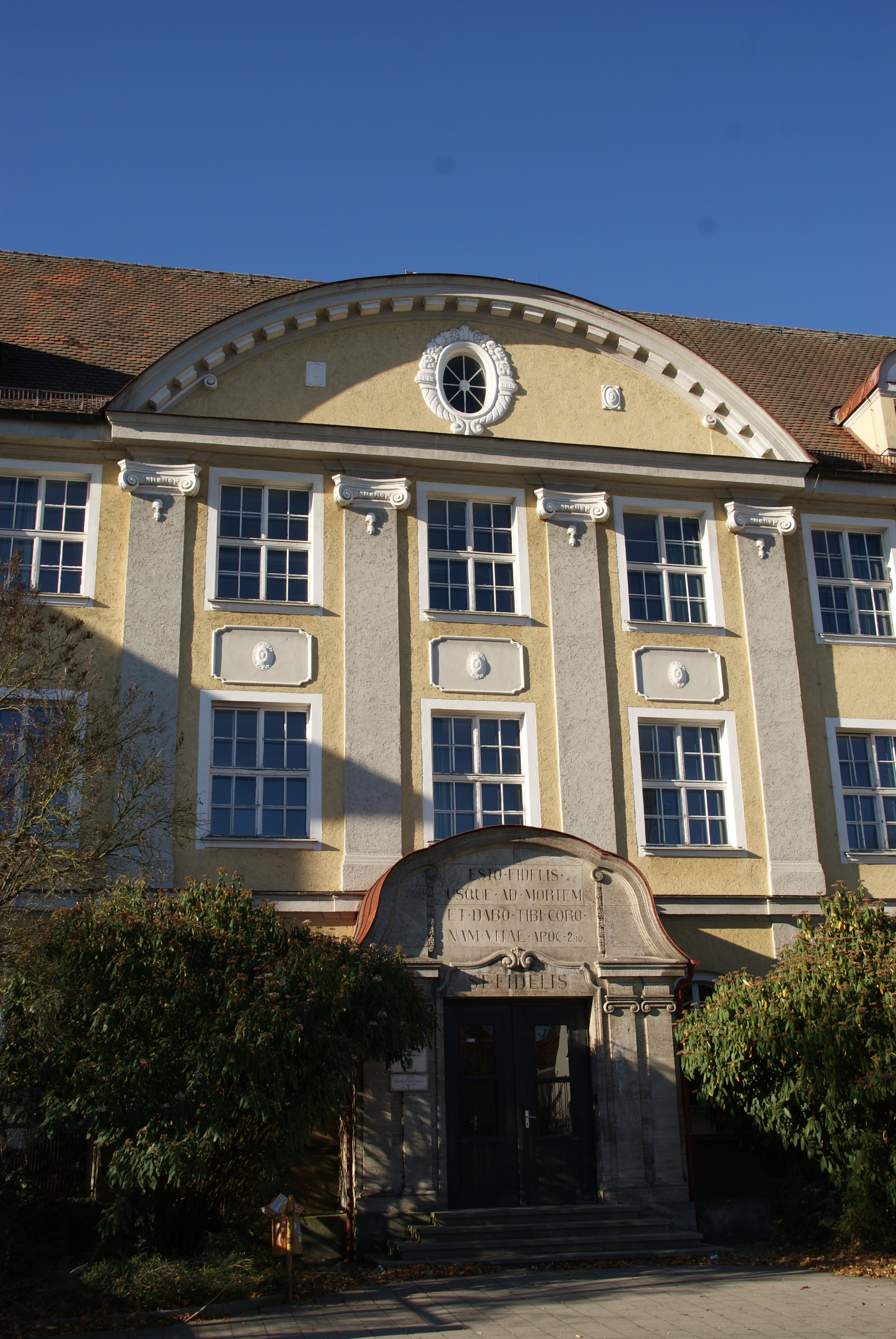
Ehemaliges Knabenseminar des Klosters St. Fidelis. Heute auch Schulstandort des Gymnasiums.

Das Gymnasium kann auf verschiedene Vorgängerinstitutionen bis zum Beginn des 19. Jahrhunderts zurückgeführt werden, deren genaue Lage nicht belegt ist. Darunter die Königliche Kreisgewerbs- und Handelsschule, die sich zu einer Kreisreal- und Gewerbeschule und im Laufe der Zeit zu einer Oberrealschule bzw. einem Realgymnasium bis hin zum heutigen Goethe-Gymnasium weiterentwickelte.
Im Katalog der Deutschen Nationalbibliothek sind als Vorgängerinstitutionen die Königliche Kreisgewerbs- und Handelsschule und die Königliche Kreisgewerbschule dokumentiert. Darauf folgte die Königliche Kreisrealschule zu Regensburg, die während des Schuljahres 1907/1908 mit Genehmigung des Prinzregenten Luitpold in die Königliche Kreisoberrealschule zu  Regensburg umgewandelt wurde. Standort der Schule war zu dieser Zeit das Thon-Dittmer-Palais am Haidplatz, bis im Jahr 1914 der Umzug in das neu errichtete Jugendstil-Gebäude in der Goethestraße erfolgte, wo die Schule noch heute ihren Hauptsitz hat.
Die Kreisoberrealschule wurde 1928 zur Oberrealschule Regensburg und erhielt schließlich im Jahr 1965 den Namen Goethe-Gymnasium.  Seit Anfang der 1990er Jahre nutzt das Gymnasium zusätzliche Räume des früheren Knabenseminars im benachbarten ehemaligen Kloster St. Fidelis.
Eine Generalsanierung des Hauptgebäudes konnte 2012 abgeschlossen werden; währenddessen war der Unterricht in andere Gebäude verlegt worden. Gleichzeitig erfolgten umfangreiche Neubau- und Erweiterungsmaßnahmen, in deren Rahmen unter anderem eine neue Dreifachsporthalle und eine Pausenhalle sowie neuen Musikräume errichtet wurden. Nachdem 2009 bei einer Messung erhöhte Formaldehyd-Werte festgestellt worden waren, musste die neue Sporthalle saniert werden; ein langjähriger Streit um die Übernahme dieser Kosten wurde 2018 außergerichtlich beigelegt.
2014 feierte das Goethe-Gymnasium das 100-jährige Jubiläum und bezog sich dabei auf das Jahr der Fertigstellung des Schulgebäudes (1914).

## Ausbildungsrichtungen
- Naturwissenschaftlich-technologisches Gymnasium mit der Sprachenfolge Englisch, Latein
- Naturwissenschaftlich-technologisches Gymnasium mit der Sprachenfolge Englisch, Französisch
- Sprachliches Gymnasium mit der Sprachenfolge Englisch, Latein, Französisch
- Einführungsklasse[14]

## Fahrtenprogramm
| Jahrgangsstufe | Thema                      |
| -------------- | -------------------------- |
| 05             | Schullandheim              |
| 06             | Schullandheim in Finsterau |
| 07             | Skikurs in Werfenweng      |
| 10             | Berlinfahrt                |

## Besonderheiten
Das Goethe-Gymnasium ist eine Schule ohne Rassismus – Schule mit Courage. Die Schule gehört seit 2010 MINT-EC an und verleiht seit 2014 MINT-EC-Zertifikate.

## Bekannte Schüler (Auswahl)
- Wilhelm Aumer (1883–1958), Verwaltungsbeamter, absolvierte die Königliche Kreisrealschule Regensburg, einer Vorgängerschule des Goethe-Gymnasiums Regensburg
- Alfred Zacharias (1901–1998), Künstler, Grafiker und Schriftsteller
- Erich Künzel (1922–2009), Professor für Veterinärmedizin und Anatomie
- Benno Hurt (* 1941), Jurist, Schriftsteller, Fotograf
- Erich Kohnhäuser (* 1945), Ingenieur und Professor für Maschinenbau, ehemaliger Präsident der Fachhochschule Regensburg
- Karlheinz Dietz (* 1947), Professor für Alte Geschichte
- Harald Grill (* 1951), Schriftsteller
- Andreas Zendler (* 1957), Professor für Informatik und Didaktik
- Andreas Boos (* 1959), Archäologe, Historiker
- Manfred Huterer (* 1961), Politologe, Diplomat und Botschafter
- Christian Wolff (* 1966), Medieninformatiker, Hochschullehrer
- Matthias Kneip (* 1969), Schriftsteller und Publizist

## Bekannte Lehrer (Auswahl)
- Bernhard Grueber (1807–1882), Lehrer für Freihand-, Architektur- und Ornamentzeichnen sowie Bossieren ab 1833
- Ludwig Foltz (1809–1867), Bildhauer und Architekt, Lehrer für Kunsterziehung ab 1852
- Oskar Birckenbach (1881–1948), Maler und Graphiker, Lehrer für Kunsterziehung ab 1910
- Verena Brunschweiger (* 1980), Autorin, Antinatalistin, Corona-Skeptikerin, Lehrerin seit 2018

## Publikationen
- Franz Feldmeier (Hrsg.): 100 Jahre Goethe-Gymnasium 1914–2014. Verlag: Goethe-Gymnasium Regensburg, 2014.